# العلاقات الكورية الشمالية الكينية
العلاقات الكورية الشمالية الكينية هي العلاقات الثنائية التي تجمع بين كوريا الشمالية وكينيا.

## مقارنة بين البلدين
هذه مقارنة عامة ومرجعية للدولتين:
| وجه المقارنة                                              | كوريا الشمالية                        | كينيا                         |
| --------------------------------------------------------- | ------------------------------------- | ----------------------------- |
| المساحة (كم2)                                             | 120.54 ألف                            | 581.31 ألف                    |
| عدد السكان (نسمة)                                         | 25.49 مليون                           | 48.47 مليون                   |
| الكثافة السكانية (ن./كم²)                                 | 211.47                                | 83.38                         |
| العاصمة                                                   | بيونغيانغ                             | نيروبي                        |
| اللغة الرسمية                                             | لغة كوريا الشمالية القياسية ‏          | اللغة السواحلية، لغة إنجليزية |
| العملة                                                    | وون كوري شمالي                        | شيلينغ كيني                   |
| الناتج المحلي الإجمالي (بليون دولار)                      |                                       | 74.94 مليار                   |
| الناتج المحلي الإجمالي (تعادل القوة الشرائية) بليون دولار |                                       | 142.24 مليار                  |
| الناتج المحلي الإجمالي الاسمي للفرد دولار أمريكي          |                                       | 1.38 ألف                      |
| الناتج المحلي الإجمالي للفرد دولار أمريكي                 |                                       | 2.95 ألف                      |
| مؤشر التنمية البشرية                                      |                                       | 0.548                         |
| رمز المكالمات الدولي                                      | +850                                  | +254                          |
| رمز الإنترنت                                              | .kp                                   | .ke                           |
| المنطقة الزمنية                                           | ت ع م+08:30، ت ع م+08:30، ت ع م+09:00 | ت ع م+03:00                   |

## منظمات دولية مشتركة
يشترك البلدان في عضوية مجموعة من المنظمات الدولية، منها:
| علم المنظمة | اسم المنظمة              | تاريخ انضمام كوريا الشمالية | تاريخ انضمام كينيا |
| ----------- | ------------------------ | --------------------------- | ------------------ |
|             | الأمم المتحدة            | 17 سبتمبر 1991              | 16 ديسمبر 1963     |
|             | الاتحاد الدولي للاتصالات | ?                           | 11 أبريل 1964      |
|             | الاتحاد البريدي العالمي  | ?                           | ?                  |
|             | يونسكو                   | 18 أكتوبر 1974              | 7 أبريل 1964       |

## وصلات خارجية
- موقع وزارة الخارجية الكورية الشمالية
- موقع وزارة الخارجية الكينية